# Classe K XIV
La classe K XIV est une classe de cinq sous-marins construite pour la marine royale néerlandaise et utilisé pour le service colonial dans les Indes orientales néerlandaises. Trois des cinq navires ont été perdus pendant la Seconde Guerre mondiale.

## Construction
Les navires ont été construits par deux chantiers navals différents. Les K XIV, K XV et K XVI ont été construits par Rotterdamsche Droogdok Maatschappij et les K XVII et K XVIII au chantier naval Wilton-Fijenoord, également à Rotterdam. 
| Nom     | Pose de la quille | Lancement         | Commission       | Fin de service |
| ------- | ----------------- | ----------------- | ---------------- | --- |
| K XIV   | 31 mai 1930       | 11 juillet 1931   | 6 juillet 1933   | 23 avril 1946 |
| K XV    | 31 mai 1930       | 10 décembre 1932  | 30 décembre 1933 | 23 avril 1946 |
| K XVI   | 31 mai 1930       | 8 avril 1933      | 30 janvier 1934  | 25 décembre 1941 (coulé par l'I-166) |
| K XVII  | 1er juin 1931     | 26 juillet 1932   | 19 décembre 1933 | 21 décembre 1941 (coulé par une mine) |
| K XVIII | 10 juin 1931      | 27 septembre 1932 | 23 mars 1934     | 2 mars 1942 (sabordé, ultérieurement renfloué par les Japonais et converti en piquet d'avertissement aérien) 16 juin 1945 (coulé par le HMS Taciturn) |

## Conception
Les sous-marins de la classe sont les derniers modèles de J. J. van der Struyff, concepteur de sous-marins et ingénieur de la marine royale néerlandaise. Leur coques pressurisé en acier d'une épaisseur de 14 millimètres étaient entièrement rivetés. Pour augmenter leur navigabilité, une plaque d'acier de 3 millimètres d'épaisseur est ajouté à la coque sous pression. En conséquence, les K XVII sont 200 tonnes plus lourd que les sous-marins de la classe précédente, ceux de la classe K XI. Cependant, cela accru la profondeur maximale d'utilisation, qui permet une plongée jusqu'à 80 à 100 mètres, tout en résistant à l'énorme pression de l'eau. Entre le bordé et la coque sous pression, une large place est dédiée pour les réservoirs de ballast, de carburant, les ancres, ou les tubes lance-torpilles de 533 millimètres. De plus, les sous-marins sont divisés en 6 compartiments: le premier compartiment à l'avant contient une pièce avec quatre lance-torpilles chargés, et quatre autres torpilles de réserve également stockées. La pièce fait également office de couchage et de cabine pour l'équipage. Dans les deuxième et troisième compartiments, lieu où les batteries sont stockées, contiennent le logement pour les officiers. Le quatrième compartiment est dédié à la salle de commandement, la tour étant en acier épais et résistant à la pression. Le cinquième compartiment contient la chambre de la machine et donc le moteur diesel. Le sixième et dernier compartiment est situé à l'arrière où est placé deux tubes lance-torpilles (ainsi que deux torpilles de réserve) et le moteur électrique. Pour entrer dans les submersibles, six volets résistants à l'eau ont été construits.